# Реј Берк
Реј Берк (енгл. Raye Birk; Флинт, Мичиген, 27. мај 1943), амерички је позоришни, филмски и ТВ глумац.
Познат је по улогама у филмовима Баци маму из воза (1987), Голи пиштољ (1988), Док Холивуд (1991) и Голи пиштољ 3 (1994).
У серијалу Голи пиштољ глумио је улогу Папшмира, главног непријатеља главног јунака Френка Дребина. Његови телевизијски наступи укључују серије Чудесне године, Златне девојке, Крила и Кафић Уздравље, где је тумачио поштара Волта Твичела.